# Protectorat alemany del Togo

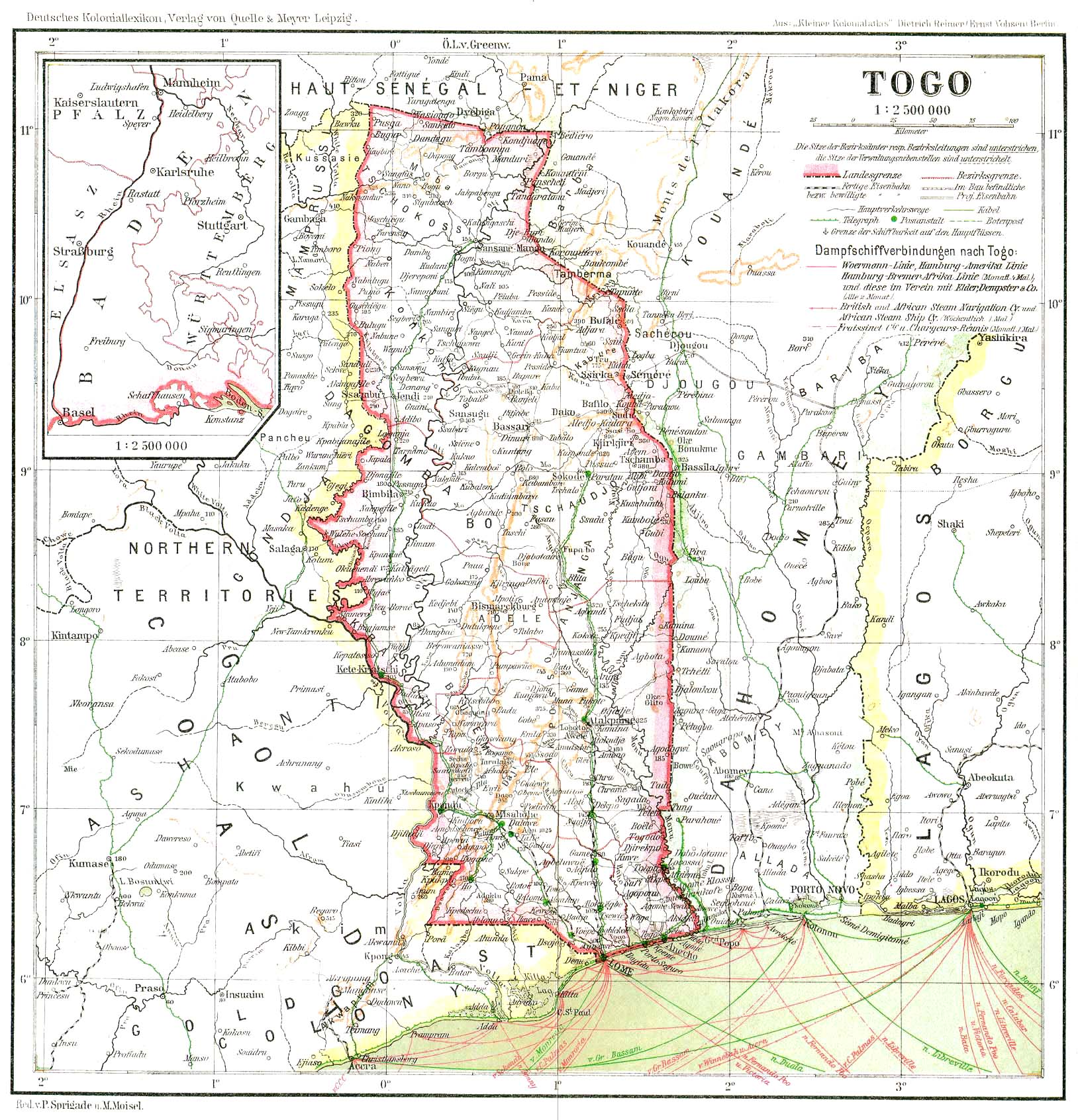
El Togo alemany l'any 1915

El protectorat alemany del Togo fou un domini de l'Imperi Alemany a l'Àfrica occidental que va existir del 5 de juliol de 1884 al 28 de juny de 1919.
Els alemanys van penetrar al Togo a partir del 1847 quan van arribar missioners que van predicar entre els ewes. Comerciants alemanys van establir una base mercantil a la costa, a Anécho (Aneho) i forces militars van obligar el cap local a signar un tractat el febrer de 1884. El 5 de juliol de 1884 Alemanya va signar un tractat amb un cap de la costa anomenat Mlapa III i va proclamar el seu protectorat a Togo, que fou reconegut per les potències europees. La capital fou Bagid fins al 1887, en què es va traslladar a Sebe (on restarà deu anys). El delegat alemany Gustav Nachtigal va aconseguir que diversos caps locals acceptessin la protecció d'Alemanya i fessin onejar la bandera imperial als seus dominis. Després de 1885 es van acordar els límits de la costa amb la colònia de la Costa d'Or britànica (a l'oest) i amb el Dahomey francès (a l'est)
En els següents anys el govern alemany es va estendre a regions de l'interior i del nord del país on el 1897 van arribar el britànics. El regne de Dagomba o Dagbon va quedar neutralitzat (Zona Neutral del Togo o de Yendi). Es va signar un tractat de límits per aquesta zona amb França (1897) i un altre amb Gran Bretanya (1899) i en aquest darrer van negociar reconèixer el territori de les Illes de Samoa a Alemanya a canvi de les Illes Salomó del Nord i del control del regne de Tonga, i van utilitzar la Zona Neutral del Togo (o de Yendi, capital de Dagomba) i el Triangle del Volta com a moneda de canvi; després d'aquest tractat el regne de Dagbon es va dividir entre les dues potències, Gran Bretanya (la part occidental) i Alemanya (la part oriental, incloent Yendi). Mentre a la costa es va construir una nova ciutat a Lomé (1897), que va passar a ser la capital del Togo, i es va construir un ferrocarril cap a Anécho, Blitta i Palimé. La colònia fou declarada el dia 1 de gener de 1905.
Utilitzant mà d'obra africana forçada per treballar cautxú, palma, cotó i cacau, l'administració alemanya i de les companyies privades van convertir al Togo en una colònia econòmicament eficient, però on el tracta als nadius era brutal. Al esclatar la I Guerra Mundial les forces britàniques i franceses van penetrar al Togo l'agost de 1914; el 26 d'agost de 1914 van entrar a Lomé i el 31 d'agost de 1914 les autoritats alemanyes es van rendir formalment; en poques setmanes la resta del territori fou controlat sense oposició pels britànics i francesos que el 27 de desembre de 1916 se'l van repartir, amb la part occidental per Gran Bretanya i l'oriental per França.

Zones d'ocupació britànica i francesa 1916-1922, mandats britànic i francès 1922-1956

Al tractat de Versalles de 28 de juny de 1919 Alemanya va renunciar a la sobirania sobre totes les colònies africanes i es va transferir la decisió sobre el seu futur a la Lliga de les Nacions (des de 1920 Societat de Nacions). El 20 de juliol de 1922 la societat de Nacions va concedir un mandat a Gran Bretanya o França sobre les respectives zones d'ocupació anomenades Togoland (Togolàndia) o el Togo Britànic i el Togo Francès.

## Comissaris del protectorat
- 1884 Gustav Nachtigal (Comissari imperial per l'Àfrica Occidental)
- 1884 - 1885 Heinrich Randad (cònsol provisional)
- 1885 - 1887 Ernst Falkenthal
- 1887 - 1888 Jesko von Puttkamer (interí)
- 1888 - 1891 Eugen von Zimmerer
- 1891 - 1892 Markus Graf von Pfeil (interí)
- 1892 - 1893 Jesko von Puttkamer (segona vegada)

## Landeshauptleute (governador provincial)
- 1893 - 1895 Jesko von Puttkamer (abans comissari)
- 1895 - 1898 August Köhler

## Governadors
- 1898 - 1902 August Köhler (abans Landeshauptleute)
- 1902 - 1905 Waldemar Horn (inicialment interí, confirmat el mateix 1902)
- 1905 - 1910 Johann Nepomuk Graf Zech auf Neuhofen
- 1910 - 1912 Edmund Brückner (interí 1910 a 1911)
- 1912 - 1914 Adolf Friedrich Herzog von Mecklenburg-Schwerin (duc de Mecklenburg-Schwerin)

## Administrador Militar Francès
- 1914 - 1916 Gaston Léopold Joseph Fourn

## Comissionats francesos
- 1916 - 1917 Gaston Léopold Joseph Fourn (abans administrador)
- 1917 - 1922 Alfred Louis Woelffel
- 1920 - 1921 Pierre Benjamin Victor Sasias (primera vegada suplent de Woelfel que estava absent)
- 1922 Pierre Benjamin Victor Sasias (segona vegada suplent de Woelfel que estava absent)
- 1922 Paul Auguste François Bonnecarrère (interí)